# Carlos Pairetti
Carlos Alberto Pairetti (Clucellas, Santa Fe; 17 de octubre de 1935 - Arrecifes, 26 de septiembre de 2022) fue un piloto de automovilismo argentino.
Fue campeón de Turismo Carretera en 1968, tripulando el prototipo Steven Chevrolet 250, conocido popularmente como «Trueno Naranja». Su campeonato lo terminó de poner en la galería de la fama del automovilismo nacional, ya que dicho triunfo se dio en una temporada donde comenzaba el dominio de la marca IKA y su modelo Cupé Torino.
Desarrolló también su actividad a nivel nacional, corriendo en Sport Prototipo y Fórmula 1 Mecánica Argentina, y a nivel Internacional, donde participó de las 300 millas de Indy y en el Campeonato de Fórmula 3 Europea.
En paralelo a su actividad deportiva, Pairetti desarrolló una corta actividad actoral, participando en las películas Siempre te amaré, Piloto de pruebas y Turismo de carretera, en esta última interpretándose a sí mismo.

## Biografía

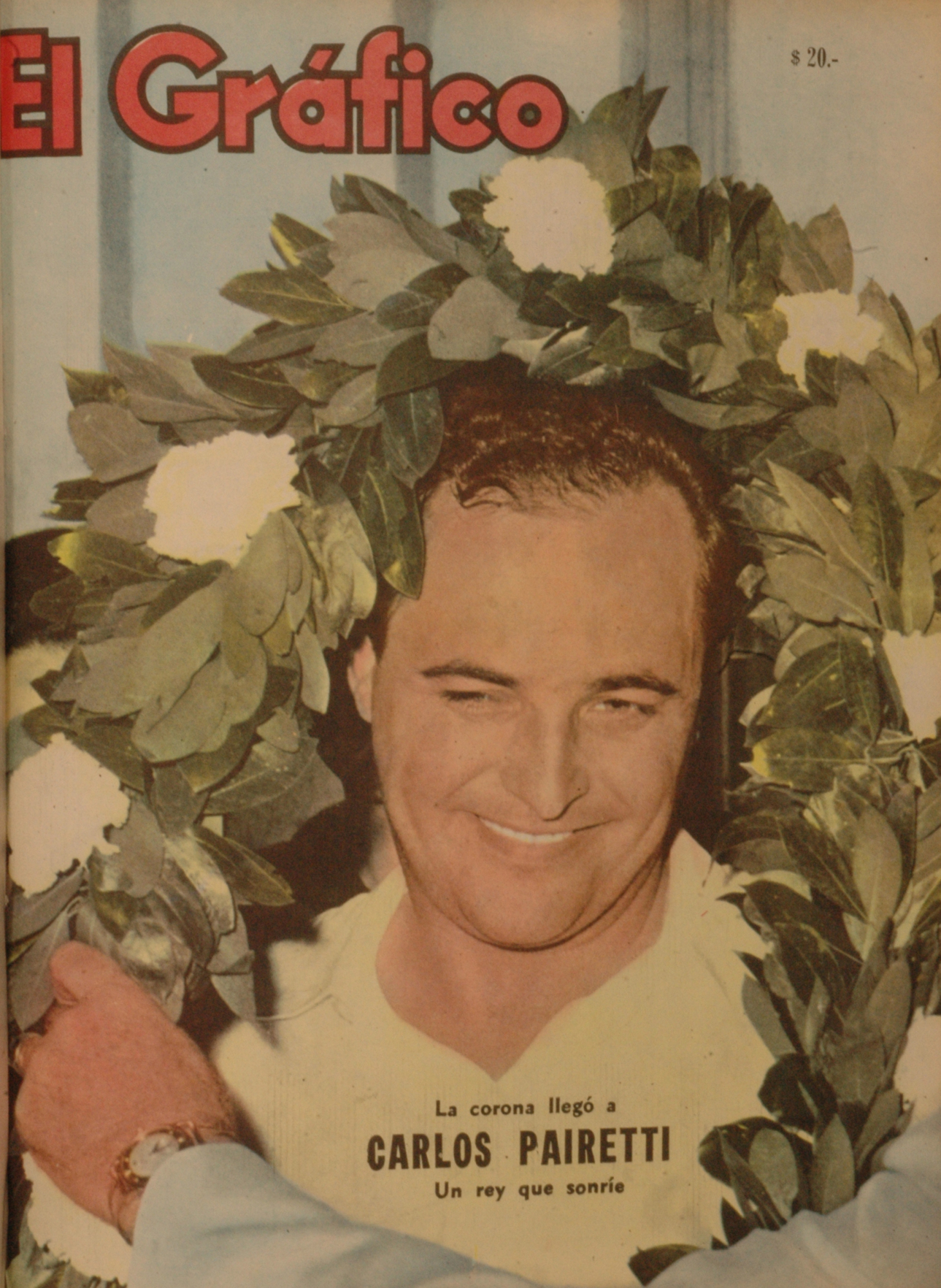
Pairetti en 1963.

Nacido en el pueblo santafesino de Clucellas (ubicado a kilómetros de Rafaela), pero radicado desde muy pequeño en la localidad de Arrecifes, Carlos Pairetti inició su carrera deportiva en el automovilismo nacional, cuando debutó en el Turismo Carretera el 25 de marzo de 1962. Su debut se produjo en la carrera denominada Vuelta de Pergamino, haciéndolo a bordo de la cupé Chevrolet que perteneciera a Néstor Marincovich, tío de su amigo Carlos, también piloto de carreras. En esta prueba de debut, Pairetti logró asombrar a todos, cuando con su andar comenzó a merodear los primeros puestos de la carrera. Con esto, el novato piloto demostraba que estaba para más. Fue entonces que no extrañó que al año de su debut, le llegara su primer triunfo en La Vuelta de Mar del Plata en 1963. Precisamente, este año y luego de otro triunfo, lograría alzarse con su primer Gran Premio, obtenido en el recorrido que unía Mercedes con su Arrecifes adoptiva. Con este cupé, Pairetti obtuvo 9 triunfos entre 1963 y 1966.
En 1965, alterna su participación con dos autos, piloteando primero un Volvo 122 SB y segundo su cupé Chevrolet. El 6 de enero de 1965, Pairetti obtuvo el triunfo en Villa Carlos Paz a bordo del Volvo, siendo el primer (y único) triunfo en Turismo Carretera de una marca que no fuera ni Chevrolet, ni Dodge, ni Ford, ni Torino. A los 10 días y en el mismo circuito, volvería a tripular su Chevrolet repitiendo la victoria. 

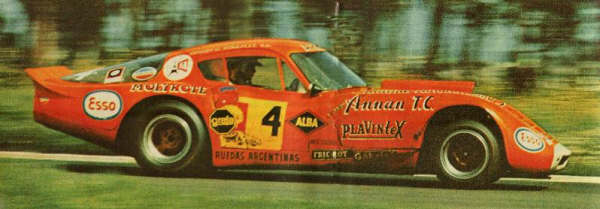
Carlos Pairetti, tripulando el Trueno Naranja en 1968.

En 1967, y con el advenimiento de los evolucionados prototipos del TC, Carlos Pairetti permutaría su vieja cupé, por uno de los varios prototipos que engalanaron las largadas de esa época. Fue el comienzo del Barracuda Chevrolet que, a juzgar por lo dicho por Pairetti, fue el mejor coche que había manejado. Se trataba de un prototipo basado en el chasis de una vieja cupé Chrysler, con una carrocería diseñada por Alain Baudena, y motorizado con un impulsor Chevrolet de 230 pulgadas cúbicas. Sin embargo, el avance de IKA con el Torino o las Liebres, se volvió tan abrumador, que Pairetti se las ingenió como pudo para hacerle frente a sus adversarios y obtener 3 triunfos entre 1967 y 1968.
Precisamente, 1968 sería el gran año de Pairetti, ya que se coronaría por primera y única vez, Campeón Argentino de Turismo Carretera. Luego de haber obtenido un triunfo en el año con el Barracuda, Pairetti observó que nada podía hacer ante el poderío de las huestes de IKA. Con el campeonato como objetivo principal, Pairetti se contactó con el preparador Horacio Steven para comenzar la creación de un prototipo capaz de derrumbar las aspiraciones del "equipo nacional". Fue así que el 23 de junio de 1968, vio la luz el prototipo que más tarde fuera bautizado como El Trueno Naranja. Con esta poderosa arma, Pairetti se alzaría con 4 triunfos que le fueron suficientes para proclamarse Campeón Argentino de Turismo Carretera, y logrando su objetivo de desbancar a los Torino. En este año también, decide incursionar en la Fórmula 1 Mecánica Argentina donde obtiene el triunfo en la 500 Millas Argentinas de Rafaela.

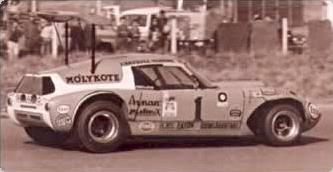
La Nova Naranja que utilizó en 1969.

En 1969, Pairetti cambia su unidad, cuando decide adquirir un chasis de Liebre MkIII, al cual motorizara con un impulsor Chevrolet. Esta nueva creación de Pairetti fue bautizada como "La Nova Naranja" y fue un arma pensada por Pairetti para revalidar su "1" ante la recuperación de los Torino. Con este modelo, Pairetti obtuvo solamente 2 victorias, no pudiendo repetir el éxito anterior. 
En 1970 y luego de 17 años representando a Chevrolet, Pairetti decide cambiar de marca, pasándose al bando de Ford. Esta decisión fue reprobada por los fanáticos de ambas marcas, ya que de un lado los de Chevrolet no aceptaban que su estandarte se pase al bando rival, mientras que los de Ford lo miraban con desconfianza por su pasado en Chevrolet. Debutó con la marca en la Fórmula B, instaurada para los Sport Prototipo, cambiándole el motor a su Nova Naranja por un Ford 221. Al año siguiente, es contratado por el equipo oficial Ford que competía en la llamada Fórmula A, para coches de producción. A pesar de haberle dado a Ford una victoria que se le negaba de hace bastante tiempo, Pairetti se retiró de la marca, debido a un conflicto con José Miguel Herceg, su preparador. El motivo: Pairetti tenía por costumbre acelerar su coche hasta no más poder y no aflojar el pie del pedal, provocando que el motor termine muy castigado a causa de este trato que le propinaba. Esto a Herceg no le hacía mucha gracia, y menos si se trataba de uno de los coches que contaban con su motorización.
Este alejamiento, le permitió a Pairetti ir a mostrarse en el exterior, donde hizo gala de su manejo, en la Fórmula 3 Europea y en las 300 Millas de Indy, siendo el primer argentino en correr en dicha especialidad. Su paso por Europa fue muy auspicioso, llevándose los italianos una gran impresión por su modo de manejar. Precisamente, por tan extrema forma de conducir fue que recibió su apodo más conocido: "Il Matto" (El Loco). Después, intentó sin éxito clasificar en las 500 millas de Indianápolis, pero dejó una buena imagen, asegurándose un buen auto para las 300 Millas que se corrieron en 1971 en Rafaela.
Volvió al país en 1977 para volver a correr en el Turismo Carretera. Este año, alternó su participación con una cupé Dodge GTX y con un Dodge 1500. Con este último auto, obtuvo una nueva victoria el 26 de marzo de 1978. Finalmente, se retiró el 14 de agosto de 1978 a bordo de su cupé Dodge GTX. Después, tuvo un breve paso por el periodismo radial, como integrante del equipo Carburando y también promotor de la incipiente categoría en el año 1982 Club Argentino de Pilotos.

## Victorias en TC por modelo
| Automóvil           | Período   | N.º de victorias         | Carreras                                 | Fechas                   |
| ------------------- | --------- | ------------------------ | ---------------------------------------- | ------------------------ |
| Chevrolet Master    | 1963-1966 | 9 victorias              | Mar del Plata                            | 18 de agosto de 1963     |
| Chevrolet Master    | 1963-1966 | 9 victorias              | Vuelta de Tres Arroyos                   | 06 de octubre de 1963    |
| Chevrolet Master    | 1963-1966 | 9 victorias              | Gran Premio Mercedes-Arrecifes           | 07 de diciembre de 1963  |
| Chevrolet Master    | 1963-1966 | 9 victorias              | Vuelta de San Antonio de Areco           | 14 de junio de 1964      |
| Chevrolet Master    | 1963-1966 | 9 victorias              | 500 Millas Mercedinas                    | 20 de septiembre de 1964 |
| Chevrolet Master    | 1963-1966 | 9 victorias              | Villa Carlos Paz                         | 16 de enero de 1965      |
| Chevrolet Master    | 1963-1966 | 9 victorias              | Vuelta de Rojas                          | 21 de agosto de 1966     |
| Chevrolet Master    | 1963-1966 | 9 victorias              | Vuelta de Pergamino                      | 25 de septiembre de 1966 |
| Chevrolet Master    | 1963-1966 | 9 victorias              | Gran Premio Mercedes-Necochea            | 11 de diciembre de 1966  |
| Volvo 122 SB        | 1965      | 1 victoria               | Villa Carlos Paz                         | 06 de enero de 1965      |
| Barracuda-Chevrolet | 1967-1968 | 3 victorias              | Vuelta de Hughes                         | 06 de agosto de 1967     |
| Barracuda-Chevrolet | 1967-1968 | 3 victorias              | Vuelta de Olavarría                      | 17 de septiembre de 1967 |
| Barracuda-Chevrolet | 1967-1968 | 3 victorias              | Vuelta de Balcarce-Lobería               | 28 de abril de 1968      |
| Fast-Chevrolet      | 1968      | 4 victorias Campeón 1968 | Autódromo Oscar Cabalén                  | 14 de julio de 1968      |
| Fast-Chevrolet      | 1968      | 4 victorias Campeón 1968 | Autódromo Oscar Cabalén                  | 18 de agosto de 1968     |
| Fast-Chevrolet      | 1968      | 4 victorias Campeón 1968 | Autódromo de Buenos Aires                | 29 de septiembre de 1968 |
| Fast-Chevrolet      | 1968      | 4 victorias Campeón 1968 | Autódromo de Buenos Aires                | 24 de noviembre de 1968  |
| Nova Naranja        | 1969      | 2 victorias              | Autódromo Oscar Cabalén                  | 25 de mayo de 1969       |
| Nova Naranja        | 1969      | 2 victorias              | Pentágono de San Nicolás                 | 12 de octubre de 1969    |
| Liebre-Ford         | 1970      | Sin victorias            | -                                        | -                        |
| Ford Falcon         | 1971      | 2 victorias              | Vuelta de Hughes (Circuito de Pergamino) | 04 de julio de 1971      |
| Ford Falcon         | 1971      | 2 victorias              | Circuito "Los Cóndores", Córdoba         | 29 de agosto de 1971     |
| Dodge 1500          | 1978      | 1 victoria               | Autódromo General San Martín, Mendoza    | 26 de marzo de 1978      |
| Dodge GTX           | 1977-1978 | Sin victorias            | -                                        | -                        |

- Total: 22 Victorias desde 1962 hasta 1978
- [7][8]

## Palmarés
| Título  | Categoría         | Automóvil      | Año  |
| ------- | ----------------- | -------------- | ---- |
| Campeón | Turismo Carretera | Fast-Chevrolet | 1968 |